# جیمز سی آدامسن
جیمز سی آدامسن (به انگلیسی: James C. Adamson) فضانورد اهل کشور ایالات متحده آمریکا است که در ۳ مارس ۱۹۴۶ میلادی در ورشو، نیویورک زاده شد. وی در مأموریت اس‌تی‌اس-۲۸، اس‌تی‌اس-۴۳ حضور داشته است.